# 杨兴镇
杨兴镇，是中华人民共和国贵州省遵义市正安县下辖的一个乡镇级行政单位。
2016年1月29日，贵州省人民政府批复同意正安县部分乡镇行政区划调整，撤销杨兴乡，设置杨兴镇。

## 行政区划
杨兴镇下辖以下地区：
杨兴村、新建村、大城村、桐梓村和同兴村。